# Ophionotus victoriae
Ophionotus victoriae is een slangster uit de familie Ophiuridae. De wetenschappelijke naam van de soort werd in 1902 gepubliceerd door Francis Jeffrey Bell. Het heeft een circumpolaire distributie rond Antarctica.

## Beschrijving
Ophionotus victoriae is een grote slangster. Het heeft een brede schijf van 4 cm in diameter en 5 armen die 9 cm lang worden. De kleur is variabel en kan wit, grijs, bruin of blauwachtig zijn.

## Verspreiding en leefgebied
Ophionotus victoriae is endemisch in de zeeën rond Antarctica, waar het wordt gevonden op diepten tot 1266 meter. Het is soms overvloedig en kan numeriek 60-90% en 40-80 massa% van de totale macrofauna van het gebied vertegenwoordigen.

## Biologie
Net als andere Antarctische ongewervelde dieren, heeft Ophionotus victoriae een langzame groeisnelheid en kan ze tot 22 jaar oud worden. Het is een roofdier en opportunistische generalist en voedt zich met een breed scala aan ongewervelde dieren, vooral krill. Ook voedt het zich aasdieren, organisch afval ('detritus') en zelfs met jonge slangsterren. Hij wordt zelf aangevallen door vissen en door de grote slangster, Ophiosparte gigas, waarvoor hij vlucht. De vrouwtjes paaien in de Antarctische zomer en de larven ontwikkelen zich langzaam en maken deel uit van het zoöplankton voordat ze zich op de zeebodem vestigen en juveniele slangsterren worden.